# ジャッカー (映画)
『ジャッカー』（原題：Cohen and Tate）は、1988年製作のアメリカ合衆国のスリラー映画。
2人の殺し屋と彼らに誘拐された少年の奇妙な道行を描く。『ヒッチャー』『ニア・ダーク/月夜の出来事』の脚本家エリック・レッドの監督デビュー作品。

## あらすじ
9歳の少年トラヴィスはマフィアの抗争事件の目撃者となったため、両親と共にFBIの証人保護プログラムを受けるが、マフィアの差し向けた2人の殺し屋コーエンとテイトに両親と護衛は撃たれ、トラヴィスは車で連れ去られてしまう。
コーエンとテイトは、トラヴィスをヒューストンで待つマフィアのボスのもとへ、無傷で送り届ける使命を帯びていた。しかし、コーエンとテイトは事あるごとに対立し、車中には不気味な緊張が走る。コーエンは使命を忠実に実行することを主張していたが、テイトはトラヴィスをすぐに殺害することを主張していた。
一方、トラヴィスは、カーラジオのニュースで父が一命を取り留めたことを知って希望を取り戻し、脱出すべくコーエンとテイトを仲間割れさせようと画策する。

## キャスト
括弧内は日本語吹替
- コーエン: ロイ・シャイダー（羽佐間道夫[3]）
- テイト: アダム・ボールドウィン（堀内賢雄[3]）
- トラヴィス・ナイト: ハーレイ・クロス（水瀬郁[4]）
- ジェフ・ナイト: クーパー・ハッカビー（英語版）（今村一誌洋）
- マーサ・ナイト: スザンヌ・サヴォイ（英語版）（斉藤佳央里）
- FBI捜査官ジョージ: マルコ・ペレラ（英語版）（杉山シンヤ）
- FBI捜査官フレッド: トム・キャンビテリ
- FBI捜査官ロイ: アンドリュー・R・ギル（英語版）（山﨑竜之介）
- ハイウェイ・パトロール: フランク・ベイツ（英語版）
- 警官: ジェームズ・ジェター（英語版）
- 警官: ジェフ・ベネット

※ 日本語吹替は2022年10月5日発売予定の「ジャッカー HDマスター Blu-ray」に併せて初制作された。